# Festival international du film de fiction historique
Le Festival international du film de fiction historique est un festival de cinéma et de télévision créé en 2015 à Narbonne et se développant depuis 2016 à Plaisance-du-Touch, en Haute-Garonne et dans l'Aude, récompensant les films de fiction historique. Il se déroule chaque année fin septembre,.

## 1erédition (2015)
Jury
- Richard Sammel (président du jury)
- Louise Barnathan
- Fanny Cottençon
- Philippe Bérenger

Palmarès
- Prix du meilleur film : Les Fusillés de Philippe Triboit
- Prix Coup de cœur : Maesta la passion du Christ de Andy Guérif
- Mention Spéciale : Laurette 1942, une volontaire au camp de Récébéou de Francis Fourcou
- Prix du meilleur scénario : Les Fusillés de Philippe Triboit et Clément Koch
- Prix de la meilleure interprétation masculine : Pablo Derqui dans Isabel de Jordi Frades
- Prix de la meilleure interprétation féminine : Zita Hanrot dans Rose et le soldat de Jean-Claude Barny
- Prix d’Honneur : Madeline Fontaine

## 2eédition (2016)
Jury
- Nelly Kafsky (présidente du jury)
- Carole Richert
- Jacques Otmezguine
- Davy Sardou

Palmarès
- Prix du meilleur film : Seul dans Berlin de Vincent Perez
- Prix Coup de cœur : Azurite de Maud Garnier
- Mention Spéciale Réalisation : Olli Mäki de Juho Kuosmanen
- Prix du meilleur scénario : Seul dans Berlin de Vincent Perez, Achim Von Borries et Bettine von Borries
- Prix de la meilleure interprétation masculine : Brendan Gleeson dans Seul dans Berlin
- Prix de la meilleure interprétation féminine : Déborah François dans Fleur de tonnerre de Stéphanie Pillonca-Kervern
- Prix jeune : Pierre Brossolette de Coline Serreau

## 3eédition (2017)
Jury
- Daniel Prévost (président du jury), comédien
- Armelle Deutsch, actrice
- Louise Monot, actrice
- Denis Malleval, réalisateur
- Alain Grangerard, producteur

Palmarès
- Prix du meilleur film : Le Jeune Karl Marx de Raoul Peck
- Prix du meilleur scénario : Le Jeune Karl Marx de Pascal Bonitzer, Raoul Peck
- Prix de la meilleure interprétation masculine : Jean Scandel dans L'École buissonnière
- Prix de la meilleure interprétation féminine : Valérie Karsenti dans L'École buissonnière
- Prix du Meilleur Court-Métrage : Un Grand Silence réalisé par Julie Gourdain

## 4eédition (2018)
Palmarès

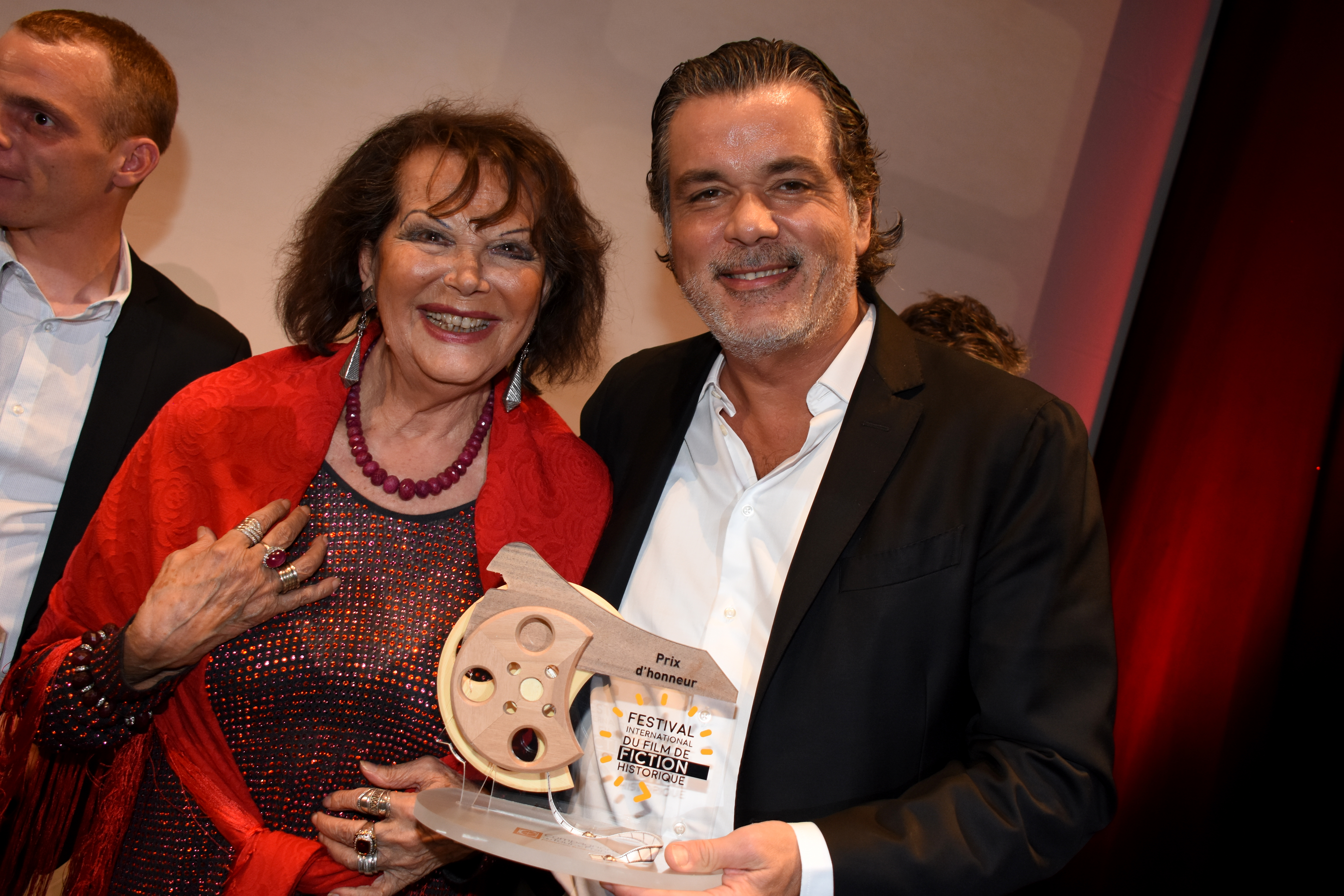
Claudia Cardinale et Christophe Barratier lors de la clôture de la 4ème édition.

- Prix presse du meilleur court métrage : Un si long chemin de Loïc Jacquet
- Prix presse du meilleur long métrage : Dilili à Paris de Michel Ocelot
- Mention spéciale de la presse pour la comédienne Debbie Lynch-White pour La Bolduc (film) de François Bouvier
- Prix de la profession du meilleur court métrage : Un si long chemin de Loïc Jacquet
- Prix du public : La Bolduc de François Bouvier
- Prix d'honneur de la réalisation : Christophe Barratier
- Prix d'honneur pour l'oeuvre de toute une vie : Claudia Cardinale

## 5eédition (2019)
Jury

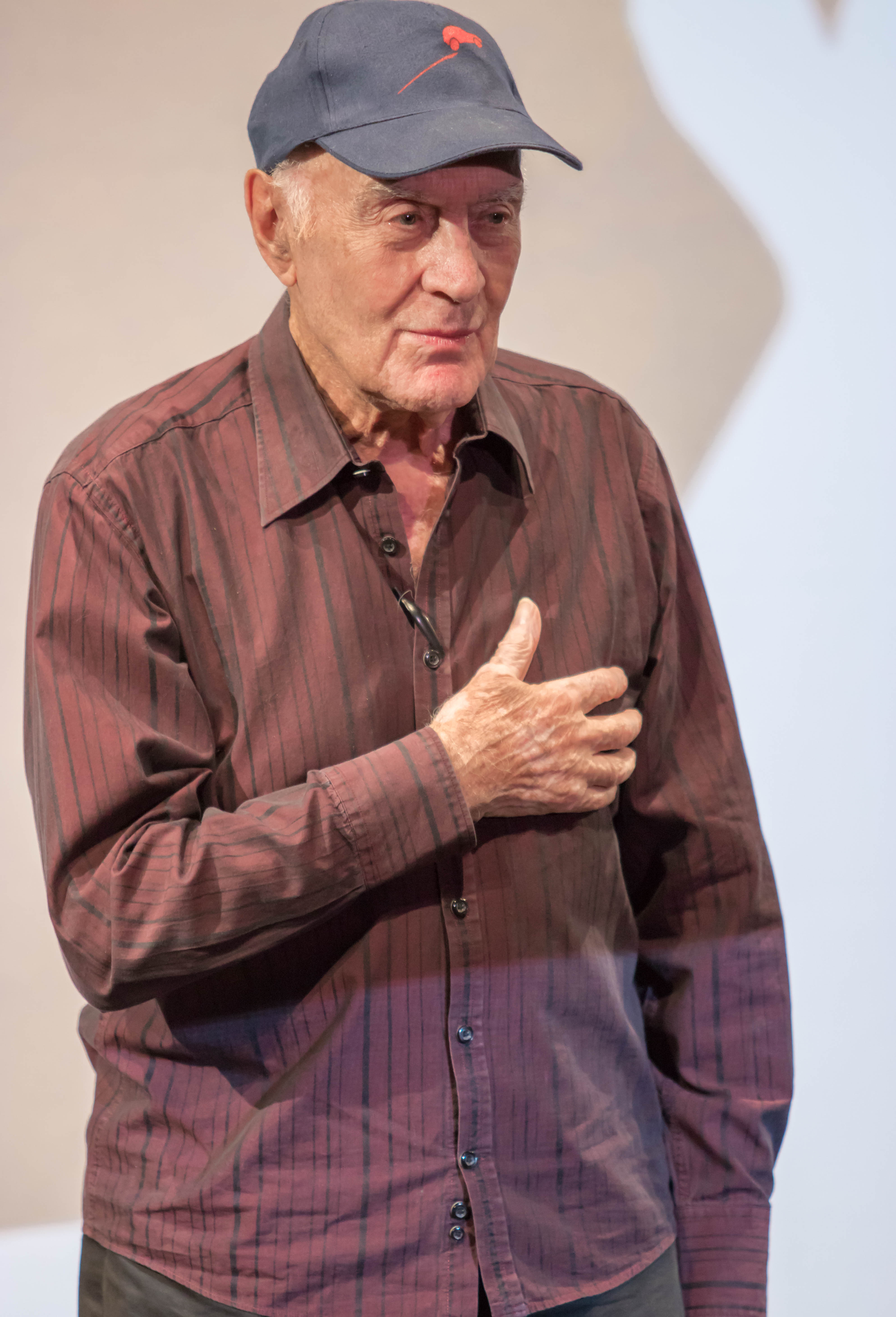
Rémy Julienne: Invité d'Honneur du FIFFH scolaire en 2018.

- Michel Boujenah (président du Festival scolaire)
- Ambroise Michel (parrain du jury jeune)
- Catherina Murino (Invitée d'honneur)

Palmarès
- Prix du meilleur court métrage : Sape de Clémence Marcadier[5],[6]
- Prix de la profession du meilleur court métrage : Sape de Clémence Mercadier
- Prix des collégiens du Conseil Départemental de la Haute Garonne : Seul dans Berlin de Vincent Perez
- Prix du public : Les Hirondelles de Kaboul de Zabou Breitman et Éléa Gobbé-Mévellec
- Prix d'honneur de l'interprétation : Hippolyte Girardot dans Je ne rêve que de vous
- Prix d'honneur : Ludovic Bource

## 6eédition (2020)
Jury
- Pascal Legitimus (président du Festival scolaire)
- Lou Gala (marraine du Jury Jeune)
- Jérémy Banster
- Joyce Bibring
- Marie-Gaëlle Cals
- Isabelle Ployet
- Lisa Drouyau
- Serge del Amico

Palmarès
- Prix du Jury Jeune : Michou d'Auber de Thomas Gilou
- Prix du public : Josep d'Aurel
- Prix d'honneur : Guillaume Schiffman
- Prix du court-métrage : Bad people de Giorgi Tavartkiladze

## 7e édition (2021)
- Najat Vallaud Belkacem (présidente du Festival scolaire)
- Nathan Parent (parrain du Jury Jeune)

Palmarès
- Prix du Jury Jeune : Germinal de Julien Lilti et David Hourrègue
- Prix du public : Un fils du sud de Barry Alexander Brown
- Prix coup de coeur : Pascal Elbe
- Prix du court-métrage : All blood runs red de Paul Mignot
- Hommage: Jean-Paul Belmondo

## 8è édition (2022)
- Bernard Le Coq  (Président du Festival scolaire)
- Sofia Lesaffre (Marraine du Jury Jeune)

Palmarès
- Prix du Jury Jeune : Hariet de Kasi Lemmons
- Prix du public : Couleurs de l'incendie de Clovis Cornillac
- Prix d'honneur : Ludivine Sagnier
- Prix du court-métrage : C'était pas du Bourgogne de Mathias de Panafieu
- Hommage: Jean-Louis Trintignant

## 9è édition (2023)
- Julie Gayet  (Présidente du Festival scolaire)
- Camille Aguilar (Marraine du Jury Jeune)

Palmarès
- Prix du Jury Jeune : Le jeune Voltaire de Alain Tasma
- Prix du public : Captives de Arnaud des Pallières
- Prix d'honneur de réalisation : Michel Hazanavicius
- Prix du court-métrage : A travers Irène de Paul Tandonnet
- Prix d'honneur : Josiane Balasko

## 10è édition (2024)
- Ethann Isidore (Parrain du Jury Jeune)

Jury
- Euzhan Palcy (Présidente) - réalisatrice
- Chantal Fischer - productrice
- Jacques Weber - acteur, metteur en scène

Palmarès
- Prix du Jury Jeune : La plus précieuse des marchandises de Michel Hazanavicius
- Prix du public : Louise Violet d' Eric Besnard
- Prix d'honneur pour l'œuvre de toute une vie : Costa Gavras
- Prix du Jury du court-métrage : Mon père de Jordan Raux